# Searching for Jerry Garcia
Searching For Jerry Garcia è il secondo disco del rapper Proof, membro della crew D-12, uscito il 2005 sotto l'etichetta fondata da lui stesso, la Iron Fist Records

## Tracce
1. Knick
2. Clap Wit Me (Prod. By Emile)
3. Biboa's Theme (Prod. By Nick Speed)
4. When God Calls.......
5. Forgive Me feat. 50 Cent (Prod. By Sicknotes)
6. Purple Gang (Prod. By B.R. Gunna)
7. Nat Morris
8. Gurls Wit Da Boom (Prod. By B.R. Gunna)
9. High Rollers feat B-Real and Method Man (Prod. By B-Real)
10. Rondell Beene
11. Pimplikness feat D12 (Prod. by Fredwreck)
12. Ali feat MC Breed (Prod. By Essman)
13. No.T. Lose feat King Gordy (Prod. By Jewels)
14. Jump Biatch (Prod. By Ski)
15. Mom And Dad feat Rude Jude (Prod. By Salam Wreck)
16. 72nd & Central feat Obie Trice and J-Hill (Prod. By Essman)
17. Sammy Da Bull Feat Nate Dogg and Swifty McVay (Prod. By Dirty Bird)
18. Back Wrist Bro's feat. 1st Born (Prod. by Jewels)
19. Slum Elementz Feat T-3 Of Slum Villiage and Mudd of 5ela (Prod by Mr. Porter)
20. Kurt Kobain (Prod. By Emile)